# Umundum (Fridolfing)
Umundum ist ein Gemeindeteil von Fridolfing im oberbayerischen Landkreis Traunstein. Die Einöde liegt links westlich über der Götzinger Achen etwa zweieinhalb Kilometer südlich von Fridolfing.

## Geschichte
Die erste Erwähnung ist 1592 mit einer halben Sölde. Der Ort gehörte zur Obmannschaft Engelschalling im Amt Pietling des Pfleggerichts Tittmoning.